# Rab (concentratiekamp)
Het concentratiekamp Rab werd tijdens de Tweede Wereldoorlog in juli 1942 opgezet toen de Italianen een concentratiekamp vlak bij het dorp Kampor op het eiland Rab hadden gebouwd. Het kamp werd afgebroken na de Italiaanse overgave in september 1943.
Het kamp kon 10.000 gevangenen houden, voornamelijk Slovenen, Kroaten en Joden in verschillende departementen. Zo'n 1200 gevangenen zijn de hongerdood gestorven of door de extreme weersomstandigheden in de winter en in de zomer. Daarna zijn nog zo'n 800 gevangenen van Rab omgekomen toen zij verplaatst werden naar andere Italiaanse concentratiekampen zoals Gonars en Padua. Door een opstand van de geïnterneerden werden alle Italiaanse soldaten ontwapend; dit is het enige voorbeeld van de bevrijding van een concentratiekamp tijdens de Tweede Wereldoorlog waarin geen slachtoffers vielen. De gevangenen die tot september 1943 overleefd hadden vormden het Rab-bataljon dat zich met de partizanen tegen de Duitsers keerde.
In 1953 werd volgens plan van Edvard Ravnikar een herdenkingsplaats gebouwd, ironisch genoeg waren de bouwers gevangenen van het communistische kamp op het nabije eiland Goli Otok.
Door de propaganda van Italië is niet veel bekend over deze kampen. In 2003 zei de minister-president van Italië (Silvio Berlusconi) zelfs dat er tijdens het fascisme geen Italiaanse concentratiekampen waren, maar "slechts gedwongen vakantie" voor de tegenstanders van het regime.